# Río Apaporís
Le río Apaporís est une importante rivière du sud de la Colombie, principal affluent du río Caquetá (ou río Japurá).

## Géographie
Le río Apaporís prend sa source dans le département de Caquetá, près de la municipalité de Puerto Rico. Il délimite ensuite sur une longue distance les départements de Vaupés et Amazonas, avant de rejoindre après un parcours total de 970 km (1 370 km avec le río Mecaya) le río Japurá, à la frontière brésilienne. Il suit cette frontière pendant 50 km avant son embouchure.
Le río Apaporis prend ce nom au confluent des ríos Mecaya et Ajaju. Il suit un cours généralement orienté du nord-ouest vers le sud-est comme la plupart des rivières qui irriguent cette région reculée et très humide de l'Amazonie. Il constitue avec le río Ajaju la limite nord du parc national naturel de la Serranía de Chiribiquete qui s'étend jusqu'au río Yarí au sud. Comme de nombreuses rivières du bassin amazonien qui naissent dans des régions peu accidentées, son cours est très sinueux, et il charrie des eaux noires mais transparentes (couleur du thé) qui contrastent grandement à la confluence avec celles du río Japurá, beaucoup plus claires et limoneuses. Ces eaux s'écoulent côte à côte pendant des dizaines de kilomètres avant de se mélanger totalement.
Le río Apaporis est le plus grand et le plus abondant des affluents du río Japurá dont il renforce le débit d'un tiers. Ce confluent, où se situe la petite ville de Japurá, marque à la fois la frontière avec le Brésil et le point où le río Caquetá change son nom en río Japurá.

## Principaux affluents
- Río Ajaju (260 km, 7 800 km2, environ 500 m3/s, branche mère sud)
- Río Cananari (200 km)
- Río Pacoa (160 km)
- Río Pira Parana (250 km, 5 900 km2)
- Río Taraira (160 km)
- Río Mecaya 410 km, 9 150 km2, environ 600 m3/s, branche mère nord)